# 因島北インターチェンジ
因島北インターチェンジ（いんのしまきたインターチェンジ）は、広島県尾道市因島重井町にある西瀬戸自動車道（通称：しまなみ海道）のインターチェンジである。

## 概要
供用が開始されたのは因島大橋が開通した1983年（昭和58年）12月4日である。
当初は尾道・今治両方向とも行けるフルICで計画されていたが、1991年（平成3年）12月8日に生口橋が開通した際に尾道市因島田熊町に仮出入口（現：因島南IC）が設けられると西瀬戸自動車道全通時にこの仮出入口が廃止されれば因島市中心部から生口島（いくちじま）に行くのが不便になるという声が高まり、尾道・向島方面との出入しかできないハーフICに計画が変更された。そのため、「因島南は出口なし」の標識がある。

## 道路
- 西瀬戸自動車道（4番）

直接接続
- 広島県道367号中庄重井線

間接接続
- 国道317号

## 料金所
- ブース数：5

### 入口
- ブース数：2
  - ETC専用：1
  - 一般：1

### 出口
- ブース数：3
  - ETC専用：1
  - 一般：2

## 周辺
- 広島県立因島高等学校
- 因島大橋
- 万田発酵本社

## 隣
西瀬戸自動車道
(3)向島IC/TB/BS - 大浜PA/BS - (4)因島北IC - 重井BS - (5)因島南IC